# قرقناتو
قرقناتو (بالفارسية: قرقناتو) هي قرية تقع في قسم بالابند الريفي في إيران. يقدر عدد سكانها بـ 70 نسمة بحسب إحصاء 2016.